# António Veloso
António Augusto da Silva Veloso (São João da Madeira, 1957. január 31. –) portugál válogatott labdarúgó, edző.

## Pályafutása
1976 és 1978 között az AD Sanjoanense, 1978 és 1980 között az SC Beira-Mar, 1980 és 1995 között a Benfica labdarúgója volt.
1981 és 1994 között 40 alkalommal szerepelt a portugál válogatottban. Részt vett az 1984-es Európa-bajnokságon, ahol elődöntős volt a csapattal.
2002-ben a Benfica edzőjeként tevékenykedett.